# Мерл Оберон
Мерл Оберон (енгл. Merle Oberon) је била британска глумица, рођена 19. фебруара 1911. године у Бомбају (Британска Индија), а преминула 23. новембра 1979. године у Малибуу (Калифорнија).

## Филмографија
| Улоге Мерл Оберон |                             |               |                             |          |
| Година            | Српски назив                | Изворни назив | Улога                       | Напомена |
| 1933.             | Приватни живот Хенрија VIII |               | Ана Болен                   |          |
| 1939.             | Оркански висови             |               | Кетрин „Кејти” Ерншо Линтон |          |